# Giuseppe Preti
Giuseppe Preti (fl. XX secolo) è stato un calciatore italiano, di ruolo difensore.

## Carriera
Con la SPAL disputa 66 gare nei campionati di Prima Divisione 1922-1923, 1923-1924 e 1924-1925.